# 차이민유
차이민유(중국어: 蔡旻佑, 한자음: 채민우, 1986년 11월 12일 ~ )는 타이완의 가수이다.